# Эгальер
Эгальер или Эйгальер (фр. Eygalières) — коммуна на юго-востоке Франции в регионе Прованс — Альпы — Лазурный Берег, департамент Буш-дю-Рон, округ Арль, кантон Салон-де-Прованс-1.
Площадь коммуны — 33,97 км², население — 1955 человек (2006) с тенденцией к стабилизации: 1761 человек (2012), плотность населения — 51,8 чел/км².

## Население
Население коммуны в 2011 году составляло 1752 человека, а в 2012 году — 1761 человек.
| 1962 | 1968 | 1975 | 1982 | 1990 | 1999 | 2004 | 2006 | 2009 | 2011 | 2012 |
| ---- | ---- | ---- | ---- | ---- | ---- | ---- | ---- | ---- | ---- | ---- |
| 1251 | 1233 | 1284 | 1427 | 1594 | 1851 | 1900 | 1955 | 1772 | 1752 | 1761 |

Динамика населения:

## Экономика
В 2010 году из 1030 человек трудоспособного возраста (от 15 до 64 лет) 700 были экономически активными, 330 — неактивными (показатель активности 68,0%, в 1999 году — 66,8%). Из 700 активных трудоспособных жителей работали 638 человек (354 мужчины и 284 женщины), 62 числились безработными (35 мужчин и 27 женщин). Среди 330 трудоспособных неактивных граждан 63 были учениками либо студентами, 129 — пенсионерами, а ещё 138 — были неактивны в силу других причин.
На протяжении 2010 года в коммуне числилось 815 облагаемых налогом домохозяйств, в которых проживало 1876,5 человек. При этом медиана доходов составила 19 тысяч 776 евро на одного налогоплательщика.